# Bernd Streich
Bernd Streich (* 27. April 1951 in Hamburg) ist Professor für Stadtplanung und Raumplanung im Bereich digitaler Informationssysteme. Schwerpunkt seiner Arbeiten sind digitale Medien, computergestützte Methoden der Stadtraumerfassung und Raumbeobachtung sowie Analysen zum Einfluss der Wissensgesellschaft auf das urbane Handeln. Von 1990 bis zu seinem Eintritt in den Ruhestand im Jahre 2016 war er an der Technischen Universität Kaiserslautern für den Lehr- und Forschungsbereich der computergestützten Planungs- und Entwurfsmethoden im Fachbereich Raum- und Umweltplanung zuständig.

## Leben
Bernd Streich studierte nach Realschulabschluss und Lehre von 1969 bis 1972 an der Fachhochschule Hamburg Vermessungsingenieurwesen sowie Mathematik an der Universität Hamburg. Danach folgte von 1972 bis 1977 ein Studium der Geodäsie mit dem Schwerpunkt Städtebau an der Universität Bonn. Nach dem Studium war er von 1977 bis 1987 Wissenschaftlicher Assistent am Lehrstuhl für Städtebau und Siedlungswesen von Klaus Borchard an der Landwirtschaftlichen Fakultät in Bonn. Anschließend arbeitete er von 1987 bis 1990 im Stadtplanungsamt der Stadt Essen im Zuständigkeitsbereich Generelle Planung (Infrastrukturplanung, Umweltplanung, Landschaftsplanung), wozu auch der Aufbau einer im Stadtplanungsamt eigenständigen Computerabteilung gehörte.
Im Jahre 1983 erfolgte die Promotion, unter der Ägide von Klaus Borchard und Edmund Gassner, an der Universität Bonn mit dem Dissertationsthema Simulation von Stadtgestalt unter besonderer Berücksichtigung des Computereinsatzes. Mit der Habilitation an der Universität Bonn im Jahre 1987 und der Habilitationsschrift 'Grundzüge einer städtebaulichen Leitbildtheorie'  wurde ihm als Privatdozent die Lehrbefugnis für das Fach 'Städtebau und Stadtentwicklung' erteilt. Gegenstand der öffentlichen Antrittsvorlesung war der Umgang mit Altlasten und Bodenkontaminationen in der Stadtplanung.
In der Zeit als Professor an der Universität Kaiserslautern, die später in TU Kaiserslautern umbenannt wurde, und als Leiter des Fachgebiets für Computergestützte Planungs- und Entwurfsmethoden in Raumplanung und Architektur (CPE) übernahm er im Jahre 1997 für fünf Jahre eine Vertretungsprofessur für den Lehrstuhl Städtebau und Siedlungswesen an der Universität Bonn. Forschungen während dieser Zeit fanden auf dem Gebiet des Einsatzes von Computersystemen zur Gewinnung von städtebaulichen Orientierungswerten statt (basierend auf Methoden des fallbasierten Schließens/case-based reasoning). Nach seiner Pensionierung (Emeritierung) im Oktober 2016 an der TU Kaiserslautern übernahm er für ein Jahr als „Seniorprofessor“ weiterhin Aufgaben in Lehre und Forschung. Publikationstätigkeit findet aktuell im Bereich der digitalen Technologien, der Wissensgesellschaft sowie der planungsethischen Implikationen von digitalen Systemen auf die Stadtplanung statt.
Zu Beginn der 1990er Jahre erforschte Streich die Anwendungsmöglichkeiten von additiven und subtraktiven computergestützten Modellbauverfahren – in der Fortentwicklung als Rapid Prototyping und 3D-Drucken bekannt geworden – in Architektur und Städtebau. Hinzu kamen Forschungsaktivitäten im Bereich wissensbasierter Systeme und Expertensysteme in der Bauleitplanung sowie auf dem Gebiet experimenteller Entwurfsansätze mit digitalen Medien in Architektur und Städtebau. Später richtete sich der Forschungsfokus auf digitale Kommunikationssysteme im Bereich der Bürgerpartizipation, der Raumsensorik mit mobilen Geräten sowie der Fortentwicklung von Citizen Science im Bereich der Stadtplanung. Als Ergebnis dieser Arbeiten sind mehrere Buchpublikationen erschienen. Publikationen zum urbanen Handeln im post-digitalen Zeitalter befinden sich in Vorbereitung.
Ein Team um Professor Streich kürte im Jahr 2000 außerdem die Stadt Meiningen in Thüringen unter geographischen, topographischen und raumplanerischen Gesichtspunkten zur „heimlichen“ Hauptstadt Deutschlands.

## Mitgliedschaften
Streich ist zudem Mitglied in verschiedenen Ausschüssen:
- Deutsche Akademie für Städtebau und Landesplanung (DASL)[9]
- Akademie für Raumforschung und Landesplanung (ARL)
- Vertrauensdozent der Friedrich-Ebert Stiftung (FES).[10]

Außerdem war er langjähriger Vorsitzender des Prüfungsausschusses der TU Kaiserslautern.

## Veröffentlichungen
- Bernd Streich, Theo Kötter (Hrsg.): Planung als Prozess - Von klassischem Denken und Zukunftsentwürfen im Städtebau. Festschrift für Professor Dr. Klaus Borchard zum 60. Geburtstag. Bouvier, Bonn 1998, ISBN 3-416-02785-X.
- Bernd Streich (Hrsg.): Kommunale Bauleitplanung durch computergestütztes Projektmanagement - Methoden des Prozeßmanagements und der Wissensrepräsentation für Aufgaben der Stadtplanung. Shaker Verlag, 2000, ISBN 3-8265-7162-2.
- Bernd Streich: Stadtplanung in der Wissensgesellschaft: Ein Handbuch. 2. Auflage. VS Verlag für Sozialwissenschaften, 2011, ISBN 978-3-531-17709-0 (1. Auflage 2005).
- Bernd Streich: Subversive Stadtplanung. Springer VS, 2014, ISBN 978-3-658-05479-3.